# Liptena subvariegata
Liptena subvariegata är en fjärilsart som beskrevs av Grose-smith och Kirby 1890. Liptena subvariegata ingår i släktet Liptena och familjen juvelvingar. Inga underarter finns listade i Catalogue of Life.